# Broilers
Els Broilers és un grup de música punk rock fundat l'any 1992 a Düsseldorf, Alemanya i que té els seus orígens en l'escena Oi! amb influències del rockabilly, l'ska i el reggae. Des de la publicació de l'àlbum Noir, el grup ha estat percebut com un grup de rock.

## Membres
Actuals
- Sammy Amara, cantant i guitarra.
- Ronald « Ron » Hübner, guitarra (des del 2001)
- Andreas « Andi » Brügge, bateria (des del 1992)
- Ines Maybaum, baix elèctric (des del 1995)
- Christian « Chris » Kubczak, teclat electrònic, piano i orgue (des del 2006)

Antics
- Pascal Goßen, guitarra (del 1994 al 1998)
- Michael Menke, guitarra (del 1998 al 2001)

## Biografia
El 1992, el cantant Sammy Amara i el bateria Andreas Brügge van fundar un grup que es va convertir dos anys més tard en els Broilers. Es van inspirar en el disc de portada "Learning English" de Die Toten Hosen. A més de les arrels punk rock, els Broilers també van integrar influències del psychobilly i les escenes tradicionals i antiracistes skinhead i rudeboy en el seu so. Com és força habitual a l'escena Oi!, van triar un nom pel grup que conté la combinació de les lletres "oi".
El 1996 van gravar el seu primer EP, Give me a flower, amb tres cançons. El mateix any el grup estatunidenc Social Distortion, que va publicar l'àlbum White Light, White Heat, White Trash, va ser la influència inspiradora més important per als Broilers en el seus inicis musicals. Un any més tard van publicar l'àlbum de debut Fackeln im Sturm...Arme Lichter im Wind. Des del llançament de l'àlbum Vanitas el 2007, el grup ja no es veu com un grup de punk oi!, sinó que va fet un pas cap al rockabilly.
Des de l'octubre de 2006, els Broilers van signar amb el segel discogràfic alemany People Like You Records.
La col·laboració entre el cantant Sammy Amara i els Die Toten Hosen, també de Düsseldorf, els va permetre fer diverses aparicions com a convidat als seus concerts i augmentar significativament la seva popularitat. El grup ha actuat per tot Alemanya des del 2010. El 2011, l'empresa JKP va assumir la representació del grup. En aquest moment, els membres del grup van de les seves respectives feines i des d'aleshores s'han dedicat esclusivament a la música.
El 10 de juny de 2011 van publicar l'àlbum Santa Muerte, gravat als Principal Studios del productor musical Vincent Sorg i que va debutar al número 3 de les llistes d'àlbums. Els Broilers van ser nominats, sense èxit, per l'emisora de ràdio 1 Live als premis 1LIVE Krone en la categoria de Millor Acte en Viu del 2011.
El 28 de setembre de 2012 es va publicar el primer àlbum en directe dels Broilers, Santa Muerte Live Tapes que conté un total de 31 cançons i que es van gravar durant la gira anomenada "Santa Muerte" a Dortmund, Leipzig i Bremen. La gira va acabar després de 18 mesos amb dos concerts amb totes les entrades exhauries al Mitsubishi Electric Hall de Düsseldorf davant d'uns 15.000 espectadors.
L'àlbum Noir va ser publicat el 7 de febrer de 2014 i va entrar directament al nombre #1 a les llistes d'àlbums alemanyes del 2014.
El 3 de febrer de 2017, van publicar el seu setè àlbum d'estudi (sic!) a través del seu propi segell musical Skull & Palms Recordings juntament amb Warner Music Group. La motivació principal per tenir un segell propi fou la independència que se'n va derivar a l'hora de crear.
El 2024, els Broilers es van embarcar en la gira per celebrar el 30è aniversari anomenada "Jolly Good Fellas". Al mateix temps, van anunciar una pausa indefinida un cop acabada la gira.

## Discografia
Àlbums
- 1997: Fackeln im Sturm...Arme Lichter im Wind
- 2001: Verlierer sehen anders aus
- 2004: LoFi
- 2007: Vanitas
- 2011: Santa Muerte
- 2012: Santa Muerte Live Tapes (en directe)
- 2014: Noir
- 2017: (sic!)
- 2021: Puro Amor
- 2021: Santa Claus
- 2022: Puro Amor Live Tapes (en directe)
- 2024: Jolly Good Fellas

Singles
- 1996: Schenk mir eine Blume
- 2008: Ruby, Light & Dark(Auch als EP-Version)
- 2011: Harter Weg
- 2011: Wie weit wir gehen

Ep's
- 2002: La Vida Loca
- 2008: Ruby Light & Dark
- 2006: Good Fellas Never Split (compartit amb Volxsturm)

DVD's
- 2009: The Anti Archives

## Certificacions
Santa Muerte va obtenir les certificacions de disc d'or primer i després de platí a Alemanya per la venda de més de 200.000 còpies. Mentre que els àlbums Noir i (sic!) van obtenir un disc d'or cadascun.

## Premis i nominacions
- El 2011van ser nominats a la categoria "Millor acte en directe" als premis 1LIVE Krone organitzats per la mateixa emisora de ràdio 1Live.[19]
- El 2017 van guanyar en premi de música alemany ECHO POP en la categoria de "Rock nacional" atorgat per la Deutsche Phono-Akademie.[20]